# Барони, Кристиан
Кристиан Барони (порт. Cristian Baroni; род. 25 июня 1983[…], Белу-Оризонти) — бразильский футболист, полузащитник клуба «Жувентус» из Сан-Паулу.

## Биография
Первым клубом Кристиана стала «Паулиста». В 2005 году стал обладателем кубка Бразилии. В 2007 году перебрался в более именитый «Фламенго», где за два сезона в 45 играх забил два гола. Весь 2009 год провёл в «Коринтиансе».
В 2009 году продолжил карьеру в Европе, перейдя в «Фенербахче». Первый гол за «Фенербахче» забил в ворота «Кайсериспора», принеся клубу ничью. Дебют в еврокубках состоялся в Кубке УЕФА 30 июля 2009 года, когда его команда разгромила венгерский «Гонвед».
В 2015 году вернулся в «Коринтианс». В 2017 году был в заявке «Гремио» на Кубок Либертадорес, выигранный командой в третий раз в истории, однако не сыграл в турнире ни одного матча.

## Достижения
- Чемпион Бразилии (1): 2015
- Чемпион Кубка Бразилии (2): 2005, 2009
- Чемпион штата Рио-де-Жанейро (1): 2009
- Чемпион Турции (2): 2010/11, 2013/14
- Обладатель Кубка Турции (2): 2011/12, 2012/13
- Обладатель Суперкубка Турции (2): 2009, 2014
- Обладатель Кубка Либертадорес (1): 2017 (не играл)